# Étienne Mourrut
Étienne Mourrut (biệt danh EM; sinh 14 tháng 12 năm 1939 tại Le Grau-du-Roi) là một chính khách người Pháp, thành viên của đảng UMP. Ông là thị trưởng của Le Grau-du-Roi – nơi ông sinh ra, từ 1983 đến nay và là nghị sĩ của Pháp từ năm 2002 đến 2012.